# Maya Chan
Maya Chan (Chicago, 15 febbraio 2003) è una slittinista statunitense.

## Biografia

### Carriera sportiva
Fece la sua prima esperienza su una slitta all'età di undici anni durante un evento promozionale in Illinois organizzato dalla federazione statunitense volto a recrutare giovani atleti; partecipò quindi alle selezioni che si svolsero sul tracciato del Muskegon State Park, lì fu notata dai tecnici e venne successivamente invitata a svolgere un primo periodo di allenamento presso il centro sportivo nazionale di Lake Placid.

#### Stagioni 2019-2021

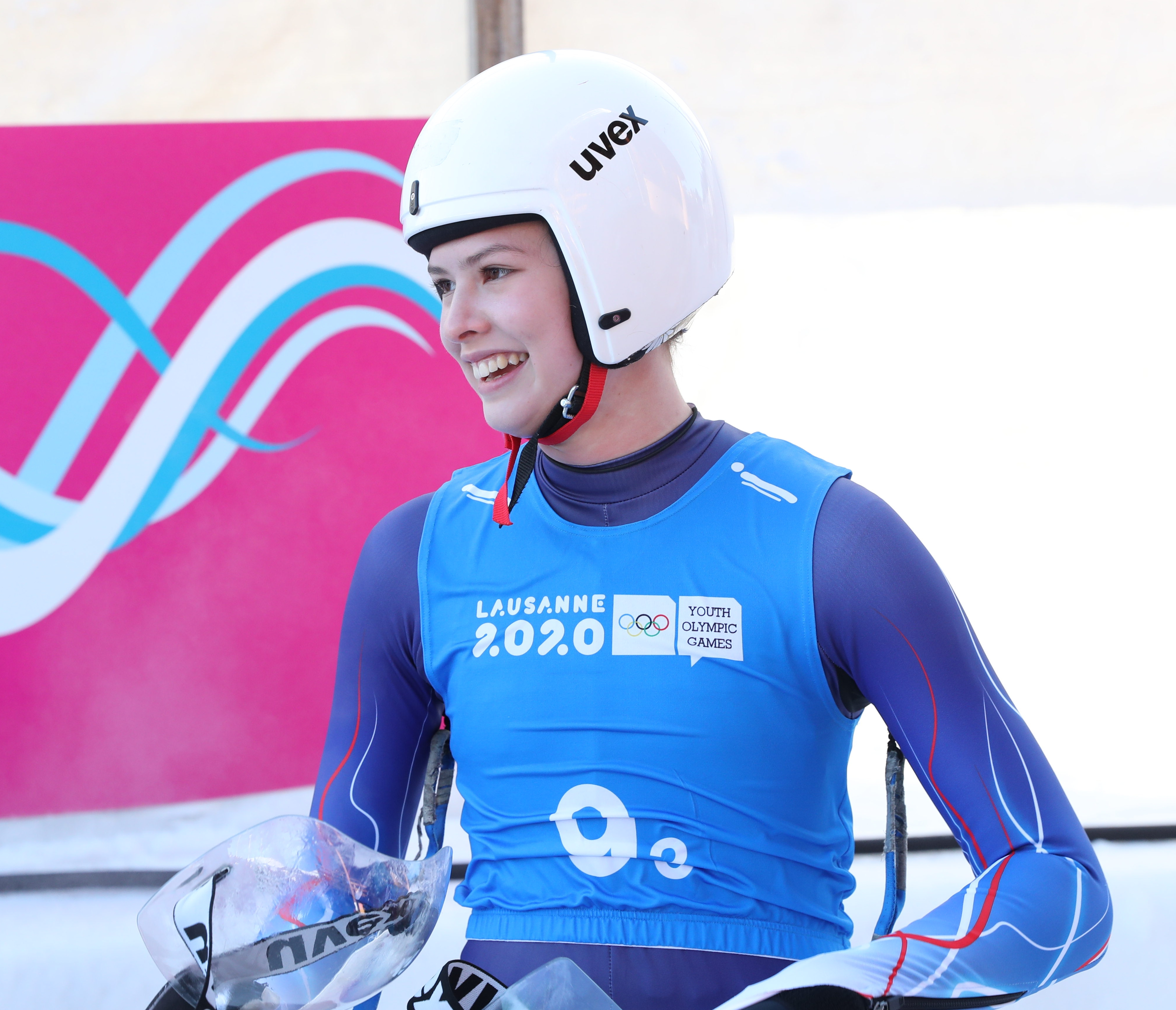
Chan alle Olimpiadi giovanili di.

Iniziò a gareggiare per la nazionale statunitense nella categoria giovani nel 2018 nella specialità del doppio femminile in coppia con Reannyn Weiler, disciplina quest'ultima introdotta proprio in quella stessa stagione e prevista solo per questa classe di età a seguito dell'inclusione della gara nel programma delle Olimpiadi giovanili, prendendo parte alla Coppa del Mondo di categoria 2018/19 terminata al quarto posto; l'annata successiva concluse quinta nella graduatoria di Coppa, partecipò ai Giochi olimpici giovanili di Losanna 2020 in cui colse la quarta posizione nel doppio e la settima nella gara a squadre ed ai campionati mondiali juniores di Oberhof 2020 arrivò diciottesima nella prova a coppie, ma terza tra le sei compagini femminili presenti alla competizione.
La federazione mondiale, a causa della pandemia di COVID-19, decise di annullare l'intera stagione 2020/21 relativamente alle classi giovani e juniores, conseguentemente la Chan non disputò alcuna competizione internazionale in quell'annata.

#### Stagioni 2022-2025

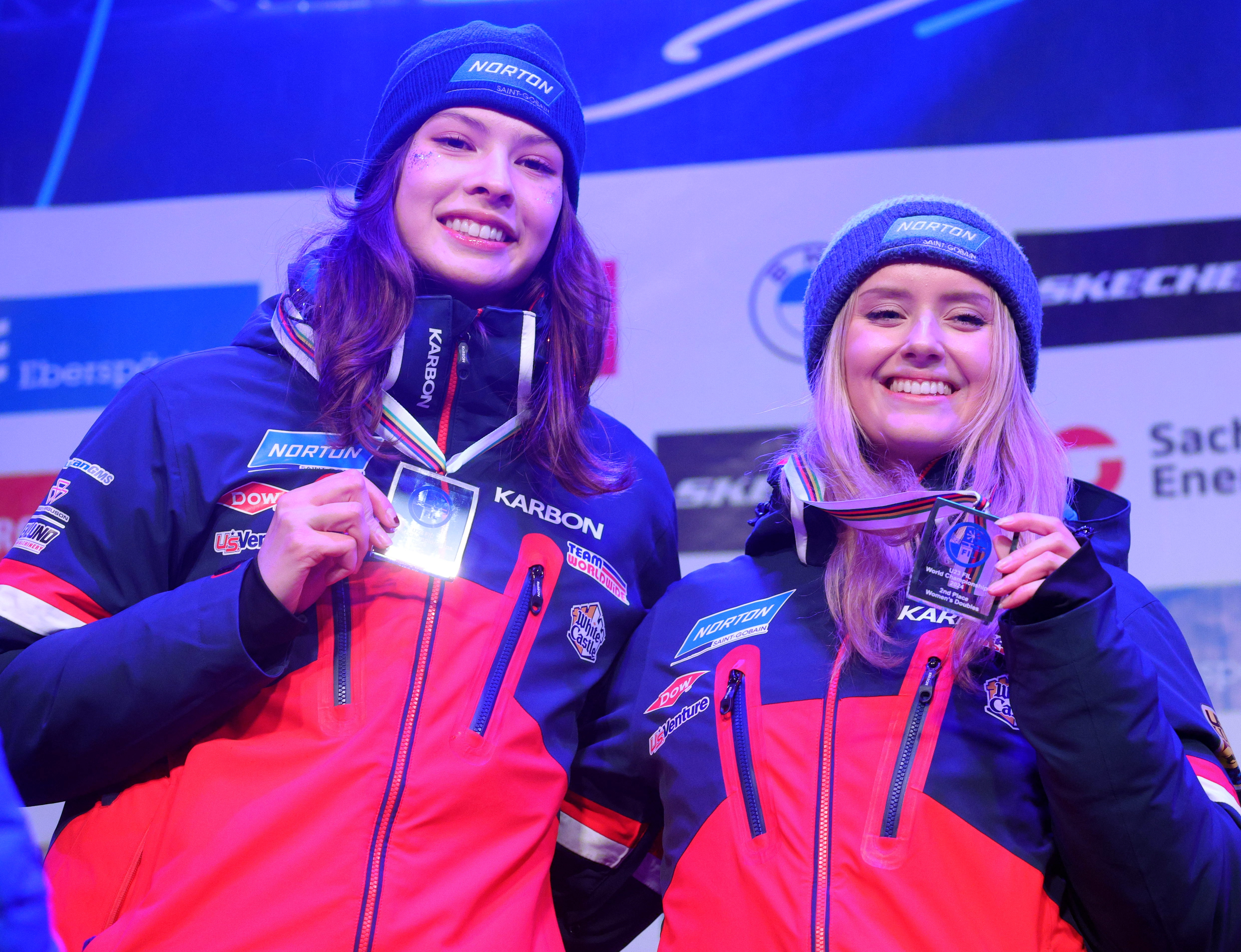
Chan (a sinistra) e Weiler sul podio della prova under 23 del doppio ai mondiali di Altenberg 2024.

Nel 2021/22 gareggiò nella Coppa juniores, che, limitatamente alla specialità del doppio femminile, si disputò con le modalità di "gara nella gara" per atlete di qualsiasi età in quello che fu l'esordio della disciplina nel circuito maggiore: a livello assoluto debuttò nella gara inaugurale di La Plagne il 2 dicembre 2021 concludendo quarta e conquistò il primo podio il 10 dicembre 2021 con il terzo posto ad Innsbruck; al termine della stagione chiuse la classifica generale di Coppa in quarta posizione, con tre podi ottenuti sulle sei gare disputate, e giunse seconda in quella relativa alla categoria juniores, partecipò inoltre ai mondiali juniores di Winterberg 2022 in cui finì quinta ed al primo mondiale assoluto della specialità disputato sulla stessa pista tedesca in cui raggiunse la quarta piazza.
L'annata seguente terminò in settima posizione nella classifica generale di Coppa del Mondo, colse la medaglia di bronzo ai campionati pacifico-americani di Park City 2023 ed ai mondiali di Oberhof 2023 concluse nona sia nella prova del doppio sia in quella del doppio sprint. Anche nella stagione 2023/24 si piazzò in settima posizione nella disciplina a coppie, giunse al secondo posto nel torneo continentale di Whistler 2024 mentre nella rassegna iridata di Altenberg 2024 fu quarta nella prova sprint e quinta in quella classica, che le valse la medaglia d'argento nella speciale classifica riservata alle under 23.
Dal 2024/25 la Chan decise di chiudere il sodalizio con Reannyn Weiler e di formare un nuovo duo insieme a Sophia Gordon, ma partecipò solo ad alcune selezionate tappe di Coppa del Mondo, preferendo concentrarsi sugli allenamenti con la nuova compagna; con la Gordon esordì quindi a livello internazionale il 14 dicembre 2024 nella prima delle due gare di Oberhof, giungendo nona nella prova a coppie, e chiuse la stagione in dodicesima posizione nella graduatoria generale, gareggiando in quattro delle nove tappe in calendario. Ai campionati mondiali di Whistler 2025 non riuscì a completare la prova nel doppio ed arrivò dodicesima nella neonata specialità della staffetta mista doppio, insieme alla Gordon ed ai connazionali Marcus Mueller e Ansel Haugsjaa.

## Palmarès

### Pacifico-americani
- 2 medaglie:
  - 1 argento (doppio a Whistler 2024);
  - 1 bronzo (doppio a Park City 2023).

### Mondiali under 23
- 1 medaglia:
  - 1 argento (doppio ad Altenberg 2024).

### Coppa del Mondo
- Miglior piazzamento in classifica generale di Coppa del Mondo nel doppio: 4ª nel 2021/22.
- 3 podi (tutti nel doppio):
  - 3 terzi posti.

### Coppa del Mondo juniores
- Miglior piazzamento in classifica di Coppa del Mondo juniores nel doppio: 2ª nel 2021/22.

### Coppa del Mondo giovani
- Miglior piazzamento in classifica di Coppa del Mondo giovani nel doppio: 4ª nel 2018/19.